# Panthays
Panthays (panthay en singular) eren els musulmans xinesos del Yunnan i a la seva revolta al segle xix. Avui dia el nom s'aplica també als musulmans d'origen xinès que viuen al nord de Myanmar. El nom els el donaven els birmans i també europeus, mentre que a la Xina eren els Huei-Huei (Hui-Hui) fins que el 1949 van rebre el nom de Huei-Min o Huei-Tsu. Phati era el nom amb què els birmans designaven als musulmans locals. Pan-see era el nom dels musulmans arakanesos i derivava del persa parsi (en el birmà la "r" desapareix i dona pathi o passi). No obstant la derivació del seu nom és discutida: podria procedir també del xinès (pen-ti = indígena o pan-tsei = bandit rebel). És probable que la paraula original fos Pan-see que els birmans van donar als rebels musulmans de Yunnan des de 1855 i que els funcionaris britànics haurien deformat a panthay.
Els primers musulmans del Yunnan consten per troballes arqueològiques al segle viii, quan eren esclaus al regne budista de Tali (que ocupava el Yunnan durant la dinastia Tang); quan els tibetans van envair el regne de Tali el 801 alguns presoners van manifestar haver estat portats des de Samarcanda. A l'època Song (960-1279) es diu que van arribar comerciants musulmans perses al Yunnan i alguns asiàtics també musulmans que portaven tributs a l'emperador. Però no és probable que existís una comunitat musulmana en aquests temps, i la penetració de l'islam seria posterior, durant els anys que van precedir l'establiment a tot Xina de la dinastia mongola Yuan el 1279. Hi hauria hagut tres onades migratòries: el 1253, el 1256 i el 1267. Molts eren tàtars, tanguts, uigurs i perses i seguien als seus caps mongols o turcomongols. El govern mongol va portar al Yunnan soldats musulmans de diversos llocs com una estratègia per pacificar els rebels birmans o del Yunnan i els musulmans es van casar amb dones del país i van adoptar a orfes locals convertint-los en musulmans. La cort Yuan va nomenar generalment governadors musulmans pel Yunnan entre els quals el general bukharià Sayyid Adjall Shams al-Din Umar (designat per Kubilay Khan) constructor de nombroses mesquites. Progressivament els costums centreasiàtiques van desaparèixer i es va instaurar la forma de vida xinesa, i la religió va esdevenir més sincrètica. Al període Ming (1368-1644) encara continuava l'emigració de musulmans però la nova dinastia no els permetia mantenir la seva religió i els obligava a adoptar el confucianisme; amb molt d'esforç els musulmans van poder mantenir la seva llibertat religiosa i la seva comunitat es van engrandir; la situació va seguir igual sota els manxús (1644-1911) si bé la llibertat religiosa va disminuir; a mitjan segle xix el Yunnan tenia la segona comunitat musulmana de la Xina, després de la del Kansu i les pressions per imposar el confucianisme van portar a la revolta al Kansu; al Yunnan la imposició xinesa era menys opressiva però va acabar també per provocar l'aixecament armat. Hi van influir no obstant no sols els factors religiosos, sinó també socials i econòmics, i l'opressió dels funcionaris hans; els musulmans no menjaven porc però els xinesos no criaven altre bestiar (excepte com animals de càrrega, no per menjar); també es diferenciaven per la manera de vestir, per la llengua, pel matrimoni i pels costums funeraris i a més els musulmans consideraven als hans com idolatres mentre que els hans envejaven la capacitat minera i comercial dels musulmans.
A la meitat del segle l'aristocràcia xinesa mantenia l'orde social, però progressivament aquest orde es van enfonsar; alguns aristòcrates van empènyer als hans contra els musulmans i es van aliar als funcionaris imperials locals, a les societats secretes i a les milícies locals per extorsionar als musulmans. Com que el governador imperial no va donar a aquests la justícia demanada, es van veure obligats a revoltar-se. La seva revolta fou coneguda com la Revolta Panthay.
Al començament de la dècada de 1850 van començar a esclatar revoltes aïllades (1853) que van acabar concentrades a Yunnan Fu (moderna Kumming) i a la regió occidental de Tali. Diverses revoltes locals es van unir a meitat del 1856 al Yunnan oriental i el gran imam Yusuf Ma (en xinès Ma Te-Hsing o Ma-Fu-Chu) fou escollit cap espiritual, però la direcció efectiva va quedar en mans dels seus deixebles, especialment Hsu Yuan-ji i un militar de carrera de nom Ma Ju-Lung. L'imam era un moderat que va expandir l'islam i va recomanar negociar, però Ma Ju-Lung era un oportunista.
Entre 1855 i 1862 els rebels van assetjar tres vegades Yunnan Fu i van causar moltes pèrdues als imperials i a les milícies xineses locals, però sense poder ocupar la ciutat. El governador de Yunnan va adoptar una política de perdó i pacificació donant alguns càrrecs i títols honorífics als caps rebels orientals. L'imam fou elevat a Beg de Yunnan (equivalent al Shaykh al-Islam otomà). Els rebels orientals van passar a ser lleials a la Xina i les seves pròpies forces manades per Ma Ju-Lung foren encarregades de reprimir la revolta a altres llocs (a l'oest). El cap rebel musulmà Tu Wen-Hsiu (conegut com a Sultan Sulayman), en canvi, exigia un estat musulmà independent dins la Xina. Els musulmans occidentals s'havien apoderat de Tali o Dali (1855) que havien convertit en capital d'un sultanat anomenat Ping-nan-kuo que vol dir Regne Pacífic del Sud; es va crear un tribunal islàmic per aplicar la xaria però només pels musulmans, i sense autoritat sobre els xinesos, als que es van aplicar les lleis vigents sota els Ming; es van crear moltes escoles islàmiques i es van produir moltes conversions voluntàries. Tu Wen-Hsiu va oferir un alt càrrec a la seva cort a Ma Ju-Lung i aquest va refusar al·legant que ja servia al gran imam Ma Te-Hsing, ara beg del Yunnan; hi havia també un conflicte ideològic: els rebels orientals eren conservadors oposats a les coses noves i a les reformes (moviment Kê-Ti-Mu, en àrab al-Kadim), i en canvi el sultà de Tali/Dali era reformista i tenia el suport de la secta progressista dels djahriyya, expulsada del Kansu. El sultà Ma fou convidat a ser el cap espiritual del sultanat de Tali, però igualment va refusar. El moviment conservador Kê-Ti-Mu va donar suport als manxús contra els musulmans de Tali.
La manca d'armament modern, la defecció dels caps hans no musulmans del sultanat, i la manca de suport dels musulmans orientals, va provocar l'enfonsament del sultanat de Dali al cap de 8 anys. Als darrers anys el sultà va buscar suport als estats europeus i el 1872 una delegació del sultà dirigida pel seu fill adoptiu, príncep Hasan, va anar a Londres per comprar armament i obtenir reconeixement com a sultà feudatari de la reina Victòria del Regne Unit; però el govern britànic estava negociant en aquell moment algunes concessions comercials amb el govern de Pequín i no va voler trencar les relacions amb els manxús abandonant al sultà. Aquest tampoc va aconseguir el suport del sultà otomà. La ciutat de Tali (Dali) va caure en mans dels imperials el gener del 1873, el que fou gairebé el final de l'anomenada revolta Panthay.
Liquidat el sultanat, milers de musulmans van fugir a Birmània. La comunitat panthay es va dispersar el 1941 amb l'ocupació japonesa, però després va prosperar allà on estaven establerts. El seu nombre no es coneix, ja que mai s'ha fet un cens. Utilitzen una bandera verda amb mitja lluna i estrella blancs.